# Boekelte
Boekelte is een buurtschap in de gemeente Weststellingwerf, in de Nederlandse provincie Friesland. Het is gelegen aan de Boekelterweg tussen Zandhuizen en Elsloo.
Aan de noordelijke rand van de buurtschap loopt de rivier de Linde. De buurtschap was lang verdeeld over Wester-Boekholt en Ooster-Boekholt, gelegen aan beide zijde van de Boekholt-es. In het begin van de twintigste veranderde de spelling in Boekelte en verdween niet veel later ook de aparte duidingen. Ondanks dat het daarna als een geheel wordt gezien groeide er geen echte kern en bestaat het nog steeds uit verspreide bewoning.
Aan de grens van Zandhuizen ligt er een kleine camping in Boekelte. Qua adressering valt de buurtschap onder het dorp Boijl, waarvan het ten noorden is gelegen.
Het Friese Woudenpad loopt door Boekelte.

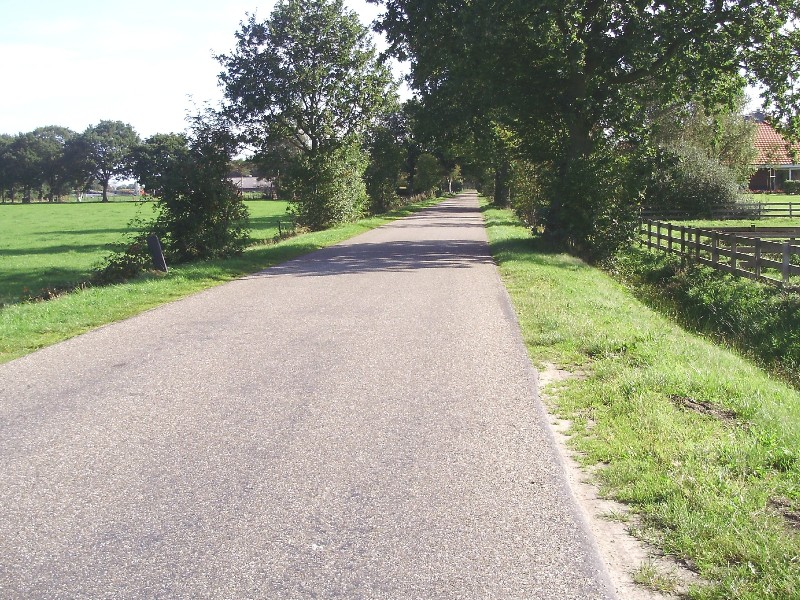
Boekelterweg
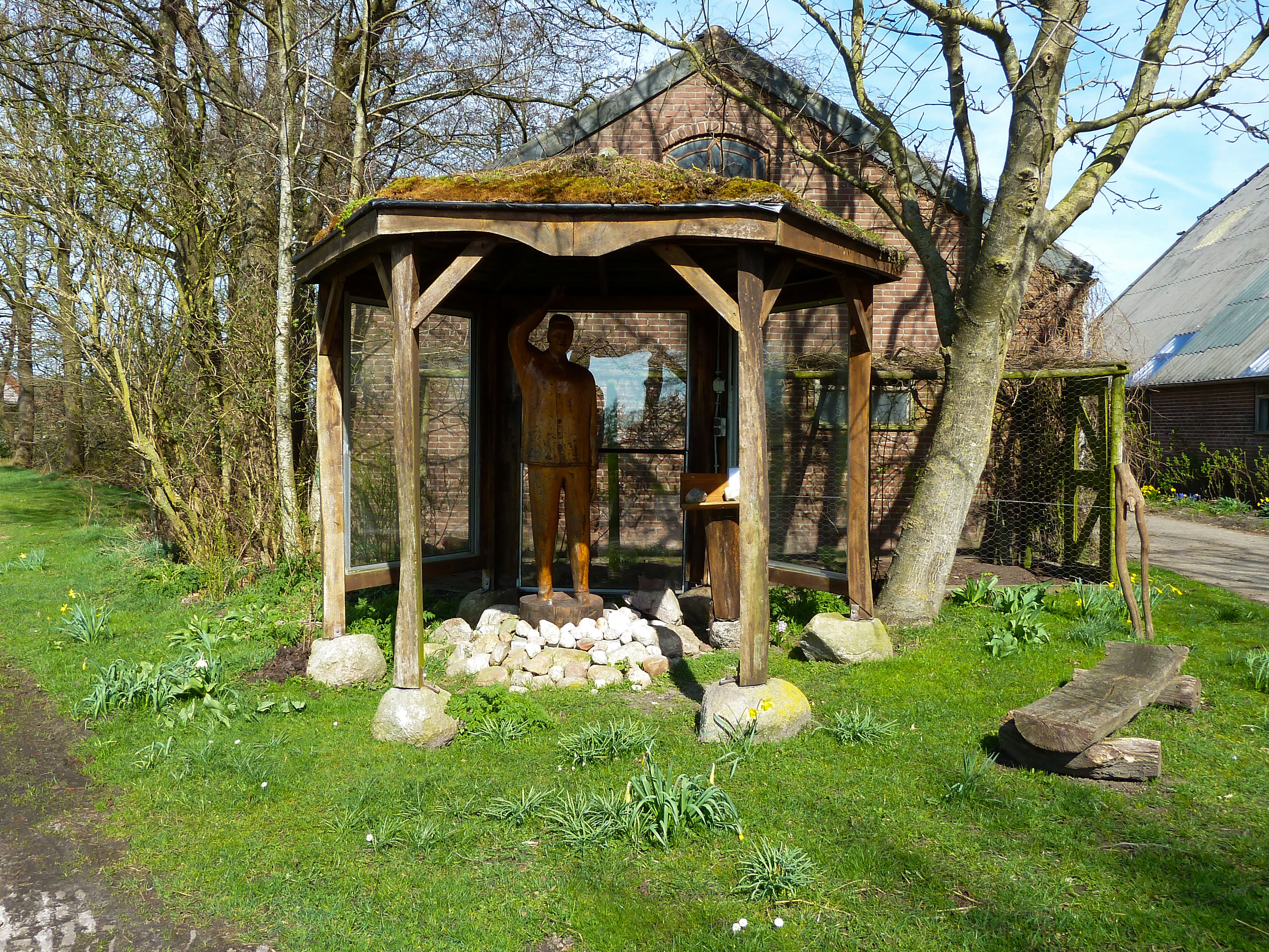
Kunstwerk Nelson Mandela van kunstenaar Gerrit van Dijk